# Halasabele, Magadi
Halasabele là một làng thuộc tehsil Magadi, huyện Ramanagara, bang Karnataka, Ấn Độ.